# Холдсуорт, Алан
Алан Холдсуорт (6 августа 1946 — 15 апреля 2017) — британский джаз-фьюжн и прог-рок гитарист и композитор.
Холдсуорт был известен своим эзотерическим и своеобразным использованием передовых концепций теории музыки, особенно в плане мелодий и гармоний. Его музыка включает в себя широкий спектр сложных аккордовых последовательностей, часто использует необычные формы аккордов абстрактным образом, основанным на его собственном понимании «гамм аккордов», а также сложные импровизированные соло, часто по смещающимся тональным центрам. Он использовал мириады форм гамм, часто происходящих от таких, как лидийская, уменьшённая, гармоническая, гексатоническая, увеличенная, хроматическая и изменённая гаммы, среди прочего, часто приводящих к непредсказуемому и диссонирующему «наружнему» звуку. Его уникальная техника соло легато проистекала из его первоначального (с детства) желания играть на саксофоне. Не имея возможности себе его позволить, он старался использовать гитару для создания таких же плавных линий нот. Он также стал известен игрой на ранней форме гитарного синтезатора под названием SynthAxe.
Холдсуорт упоминался в качестве влияния множеством рок -, метал — и джаз — гитаристов, таких как Эдди Ван Хален, Джо Сатриани, Грег Хоу, Шон Лейн, Ричи Коцен, Джон Петруччи, Алекс Лайфсон, Курт Розенвинкель, Ингви Мальмстин, Майкл Ромео, Тай Табор, Фредрик Тордендаль и Том Морелло. Фрэнк Заппа однажды похвалил его как «одного из самых интересных гитарных парней на планете», а Роббен Форд сказал: «Я думаю, что Алан Холдсуорт — это Джон Колтрейн гитары. Я не думаю, что кто-то может сделать с гитарой также много, как Алан Холдсуорт».

## Дискография

### Сольные альбомы
Студийные
- 1976: Velvet Darkness
- 1982: I.O.U.
- 1983: Road Games (EP)
- 1985: Metal Fatigue
- 1986: Atavachron
- 1987: Sand
- 1989: Secrets
- 1992: Wardenclyffe Tower
- 1993: Hard Hat Area
- 1996: None Too Soon
- 2000: The Sixteen Men of Tain
- 2001: Flat Tire: Music for a Non-Existent Movie
- 2016: Tales from the Vault

Концерты
- 1997: I.O.U. Live
- 2002: Live at the Galaxy Theatre (DVD)
- 2002: All Night Wrong
- 2003: Then!
- 2007: Live at Yoshi’s (DVD)
- 2018: Live in Japan 1984
- 2019: Warsaw Summer Jazz Days '98 (CD & DVD)
- 2020: Frankfurt '86 (CD & DVD)
- 2021: Leverkusen '97 (CD & DVD)

Коллаборации
- 1980: Conversation Piece — Part 1 & 2, с Гордоном Беком, Джефом Клайном и Джоном Стивенсом
- 1980: The Things You See, с Гордоном Беком
- 1988: With a Heart in My Song, с Гордоном Беком
- 1990: Truth in Shredding, с Фрэнком Гамбале/The Mark Varney Project
- 1996: Heavy Machinery, с Йенсом Юханссоном и Андерсом Юханссоном
- 2009: Blues for Tony, с Аланом Паскуа, Чадом Вакерманом и Джимми Хаслипом (двойной концертный альбом)
- 2009: Propensity, с Дэнни Томпсоном и Джоном Стивенсом (запись 1978)

Сборники
- 2005: The Best of Allan Holdsworth: Against the Clock
- 2017: Eidolon: The Allan Holdsworth Collection
- 2017: The Man Who Changed Guitar Forever! The Allan Holdsworth Album Collection (box set)

### С другими артистами
'Igginbottom
- 1969: 'Igginbottom's Wrench

Nucleus
- 1972: Belladonna (издан как соло альбом Яна Карра)

Tempest
- 1973: Tempest
- 2005: Under the Blossom: The Anthology

Soft Machine
Studio
- 1975: Bundles (band member)
- 1981: Land of Cockayne (приглашённый музыкант)
- 2003: Abracadabra (как Soft Works) (член группы)

Live
- 2003: BBC Radio 1971—1974
- 2006: Floating World Live 1975
- 2015: Switzerland 1974 (CD, DVD)

The New Tony Williams Lifetime
- 1975: Believe It
- 1976: Million Dollar Legs

Pierre Moerlen’s Gong
- 1976: Gazeuse!
- 1978: Expresso II
- 1979: Time Is the Key

Джон Стивенс
- 1977: Touching On
- 1977: Re-Touch

Жан-Люк Понти
- 1977: Enigmatic Ocean
- 1983: Individual Choice
- 2007: The Atacama Experience

Bruford (Билл Бруфорд)
- 1978: Feels Good to Me
- 1979: One of a Kind
- 1986: Master Strokes: 1978—1985 (сборник)
- 2006: Rock Goes to College (CD/DVD, концерт в 1979)

U.K.
- 1978: U.K.
- 1999: Concert Classics Volume 4 (концерт 1978; переиздается по-разному как Live in America и Live in Boston)
- 2016: Ultimate Collector's Edition (box set)

Гордон Бек
- 1979: Sunbird
- 1980: The Things You See

Jon St. James
- 1986: Fast Impressions (приглашённый солист на «Fast Impressions» и «Rainy Taxi»)

Krokus
- 1986: Change of Address (приглашённый солист на «Long Way From Home»)

Стэнли Кларк
- 1988: If This Bass Could Only Talk (приглашённый солист на «Stories to Tell»)

Стю Хэмм
- 1988: Radio Free Albemuth

Джек Брюс
- 1989: A Question of Time (приглашённый солист на «Obsession» и «Only Playing Games»)

Алекс Маси
- 1989: Attack of the Neon Shark (приглашённый солист на «Cold Sun»)

Чад Вакерман
- 1991: Forty Reasons
- 1993: The View
- 2012: Dreams Nightmares and Improvisations

Level 42
- 1991: Guaranteed

Andrea Marcelli
- 1993: Oneness

Gongzilla
- 1995: Suffer

Парк Горького
- 1996: Stare (приглашённый солист на «Don’t Make Me Stay»)

Стив Хант
- 1997: From Your Heart and Your Soul

Steve Tavaglione
- 1997: Blue Tav

Дерек Шеринян
- 2004: Mythology

K²
- 2005: Book of the Dead

Corrado Rustici
- 2006: Deconstruction of a Postmodern Musician (приглашённый солист на «Tantrum to Blind»)

Planet X
- 2007: Quantum

### Видео
- 1992: REH Video: Allan Holdsworth (VHS, переиздано на DVD в 2007)

### Книги
- 1987: Reaching for the Uncommon Chord. Hal Leonard Corporation. ISBN 978-0-634-07002-0.
- 1994: Just for the Curious. Warner Bros. ISBN 978-0-7692-2015-4.
- 1997: Melody Chords for Guitar. Centerstream Publications. ISBN 978-1-57424-051-1.